# Procavia capensis
Procavia capensis là một trong bốn loài chuột còn sống của bộ Hyracoidea, và loài duy nhất còn sống của chi Procavia. Nó có trọng lượng khoảng gần 4 kg, bên ngoài giống chuột lang nhà với tai và đuôi ngắn. Loài này được tìm thấy khắp châu Phi và Trung Đông trong môi trường sống với các khe đá để thoát khỏi các kẻ thù. Chúng thường sống trong các nhóm của 10-80 cá thể, và đi kiếm ăn theo nhóm. Hành vi của họ nổi bật nhất là việc sử dụng lính gác: một hoặc nhiều cá thể đứng ở trên một điểm thuận lợi và báo động bằng tiếng kêu khi thấy loài săn mồi.
Chúng hoạt động nhiều nhất vào buổi sáng và buổi tối, mặc dù mô hình hoạt động của chúng thay đổi đáng kể với mùa và khí hậu.
Loài này có thân dài đến 50 cm (20 in) và cân nặng khoảng 4 kg (8,8 lb), và một chút dị hình giới tính; con đực nặng hơn khoảng 10% so với con cái. Bộ lông dày và màu nâu xám dù màu lông khác nhau nhiều theo môi trường sinh sống.
Loài này hiện diện ở châu Phi hạ Sahara, ngoài trừ lưu vực Congo và Madagascar. Một phân loài lớn hơn với lông dài hơn có nhiều ở trong các trầm tích băng ở vùng núi cao của núi Kenya . Phân bố tiếp tục vào miền Bắc Algeria, Libya và Ai Cập, Trung Đông, với quần thể ở Israel, Jordan, Syria, bán đảo Ả Rập và đông Thổ Nhĩ Kỳ.
Kẻ săn mồi của loài này là báo, rắn hổ mang Ai Cập, Bitis arietans, linh miêu tai đen, chó hoang, và đại bàng. Đại bàng đen châu Phi đặc biệt là loài chuyên săn loài này.

## Hình ảnh

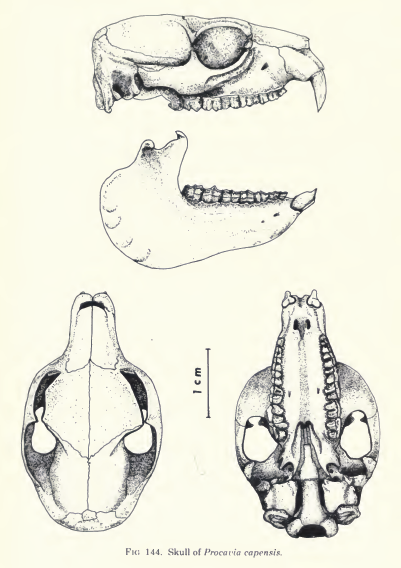
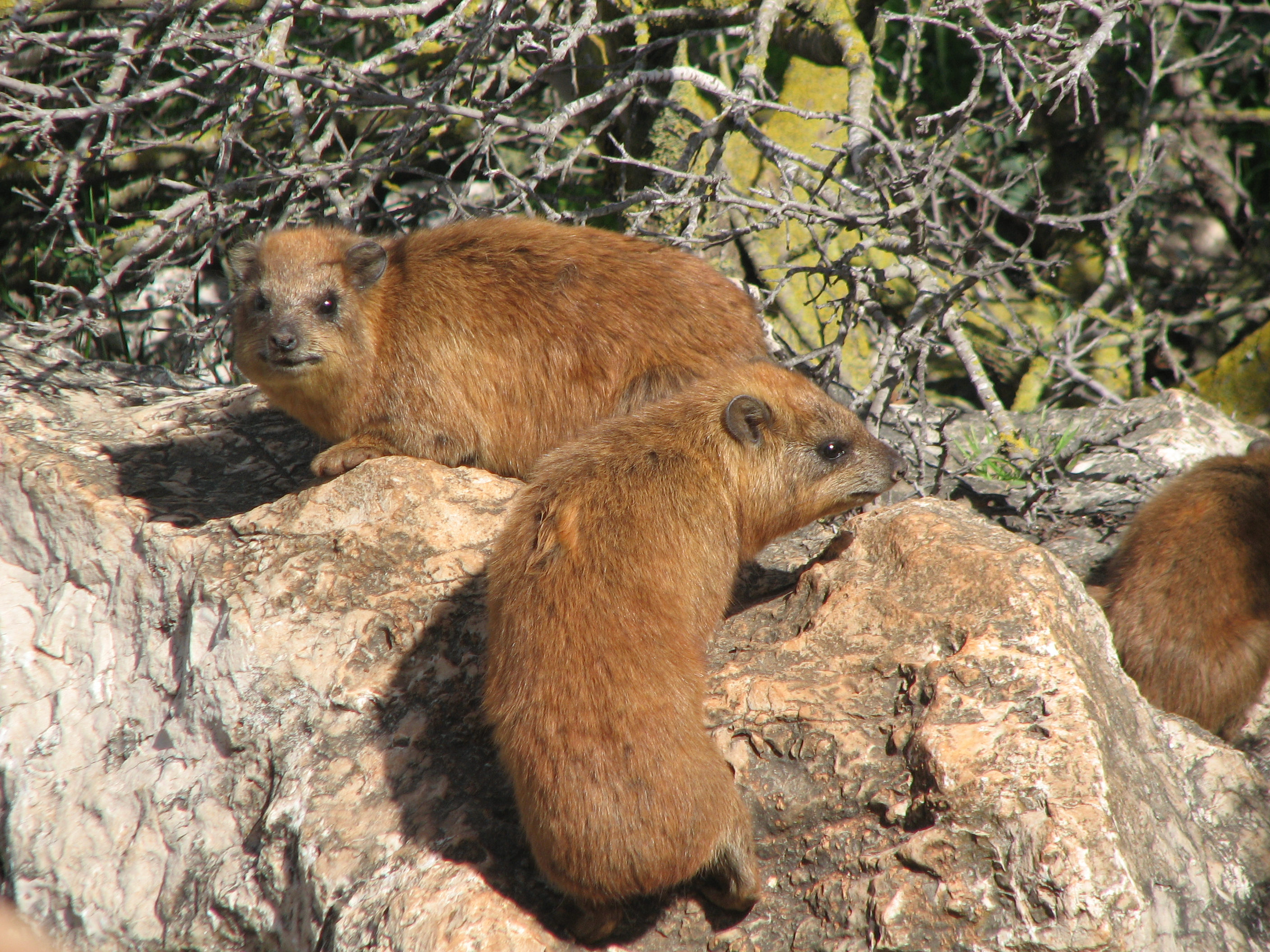
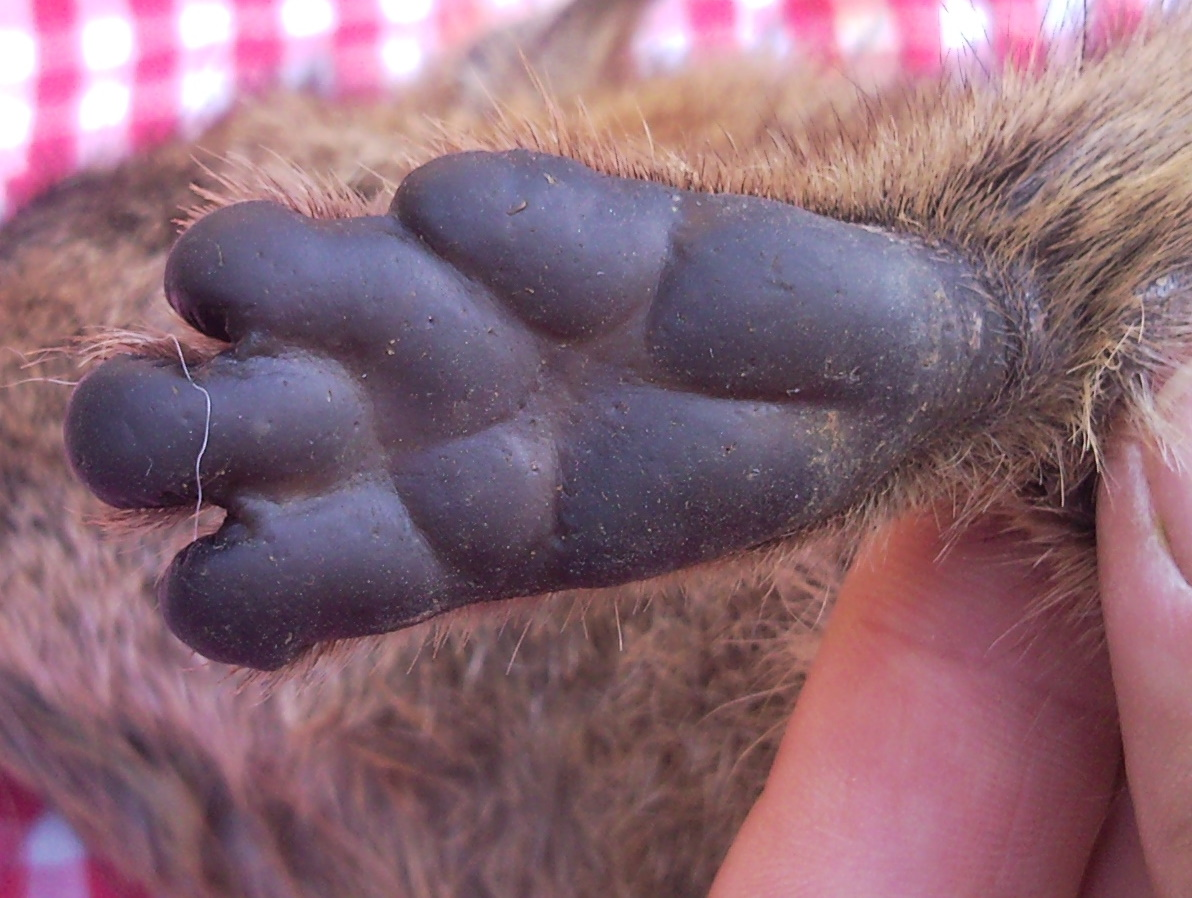
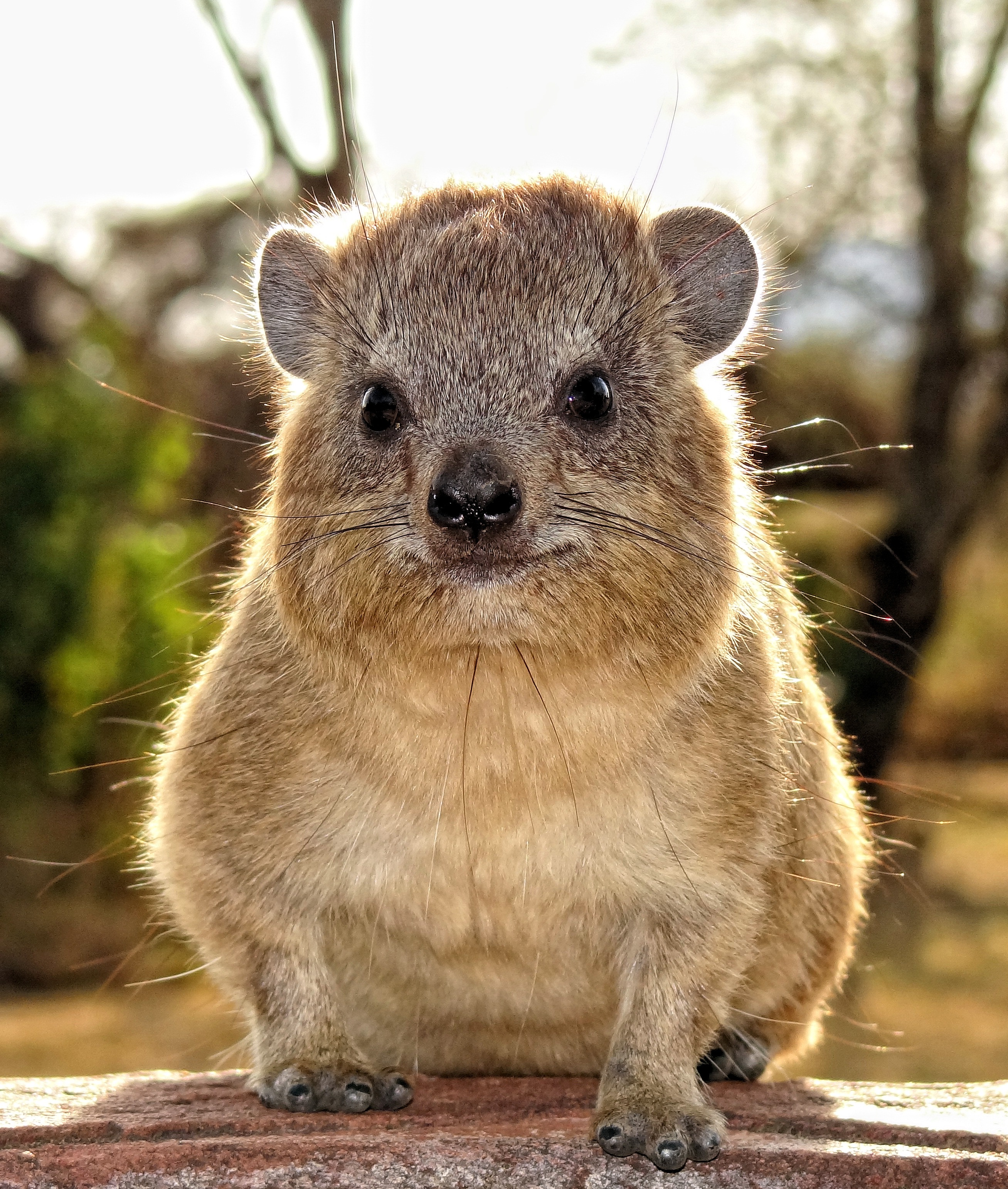